# Bolimów (gromada)
Bolimów – dawna gromada, czyli najmniejsza jednostka podziału terytorialnego Polskiej Rzeczypospolitej Ludowej w latach 1954–1972.
Gromady, z gromadzkimi radami narodowymi (GRN) jako organami władzy najniższego stopnia na wsi, funkcjonowały od reformy reorganizującej administrację wiejską przeprowadzonej jesienią 1954 do momentu ich zniesienia z dniem 1 stycznia 1973, tym samym wypierając organizację gminną w latach 1954–1972.
Gromadę Bolimów siedzibą GRN w Bolimowie utworzono – jako jedną z 8759 gromad na obszarze Polski – w powiecie łowickim w woj. łódzkim, na mocy uchwały nr 33/54 WRN w Łodzi z dnia 4 października 1954. W skład jednostki weszły obszary dotychczasowych gromad Bolimów, Bolimowska Wieś, Bolimowska Wieś kolonia, Joachimów-Mogiły, Ziemiary, Wólka Łasiecka, Sokołów, Podsokołów i Jasionna ze zniesionej gminy Bolimów w tymże powiecie. Dla gromady ustalono 25 członków gromadzkiej rady narodowej.
1 stycznia 1959 do gromady Bolimów przyłączono obszary zniesionych gromad: Kurabka i Wola Szydłowiecka.
Gromada przetrwała do końca 1972 roku, czyli do kolejnej reformy gminnej. 1 stycznia 1973 w powiecie łowickim reaktywowano gminę Bolimów (od 1999 gmina znajduje się w powiecie skierniewickim).